# Ermitage de Camaldoli
L'Ermitage de Camaldoli (en italien : Complesso dell'Eremo dei Camaldoli) est un monastère situé au nord de Naples, en Campanie.  
Un des monastères encore actifs dans la région, il se trouve sur la colline du même nom située à l'arrière de Naples, au point culminant de la ville, entre le Vésuve et les champs Phlégréens. Il a été construit en 1585 par la congrégation camaldule de Monte Corona sur le site d'une ancienne église. Le grand autel de l'église est l'œuvre de Cosimo Fanzago, et il existe de nombreuses peintures d'artistes tels que Francesco Francanzano et Luca Giordano. 
Une partie du monastère est ouverte au public, qui peut parfois visiter les jardins surplombant la ville au sud. 

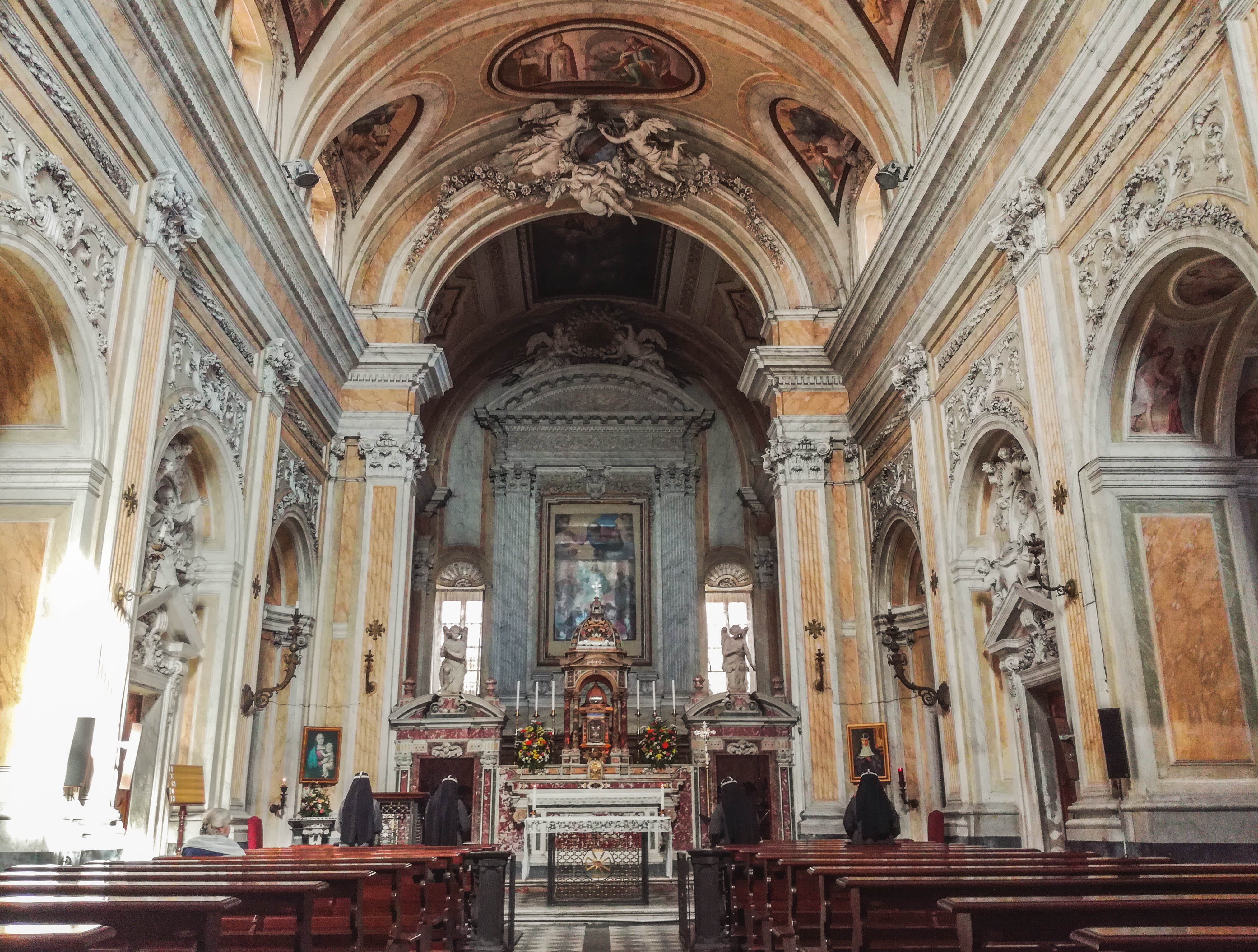
Intérieur
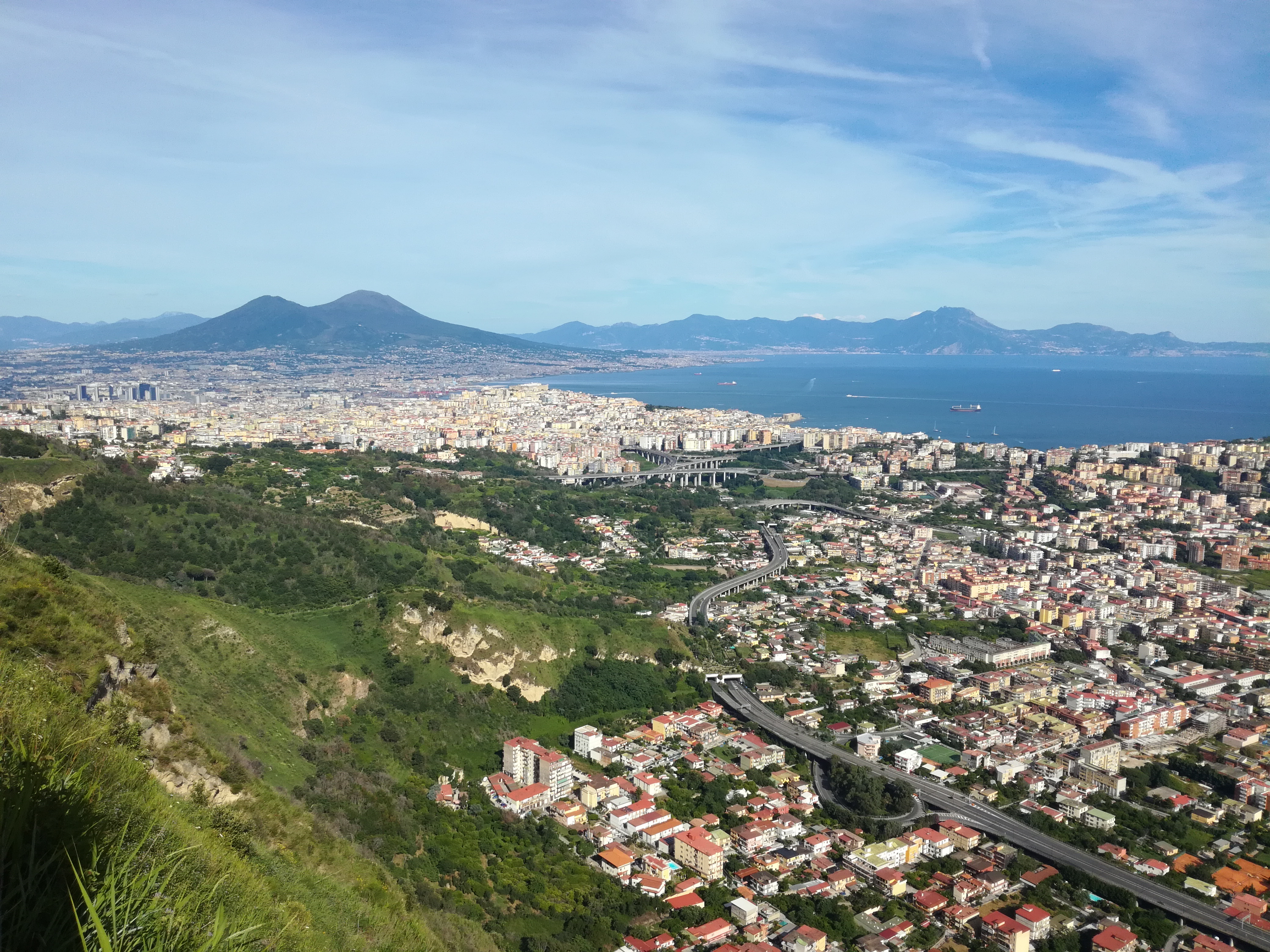
Vue depuis le monastère
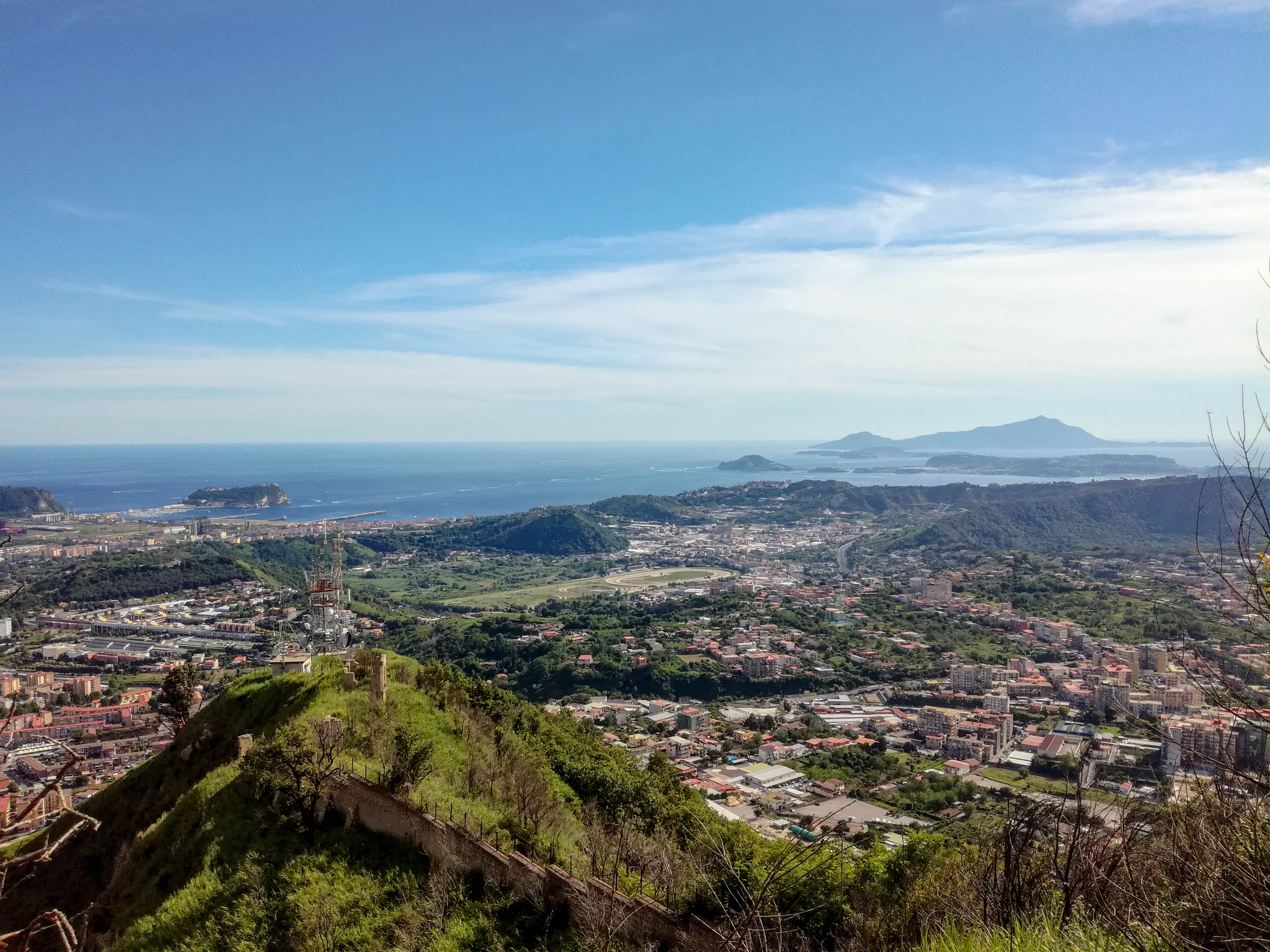
Une autre vue depuis le monastère

### Source de traduction
- (en) Cet article est partiellement ou en totalité issu de l’article de Wikipédia en anglais intitulé « Hermitage of Camaldoli » (voir la liste des auteurs).